# Episodi di The Walking Dead (ottava stagione)
L'ottava stagione della serie televisiva The Walking Dead, composta da sedici episodi, è stata trasmessa in prima visione negli Stati Uniti d'America dall'emittente AMC dal 22 ottobre 2017 al 15 aprile 2018.
In Italia la stagione è andata in onda in prima visione satellitare su Fox, canale a pagamento della piattaforma Sky, dal 23 ottobre 2017 al 16 aprile 2018, proposta il giorno seguente la messa in onda originale.
| nº | Titolo originale              | Titolo italiano                                   | Prima TV USA     | Prima TV Italia  |
| -- | ----------------------------- | ------------------------------------------------- | ---------------- | ---------------- |
| 1  | Mercy                         | Possa la mia misericordia prevalere sulla mia ira | 22 ottobre 2017  | 23 ottobre 2017  |
| 2  | The Damned                    | Eppure sorrido                                    | 29 ottobre 2017  | 30 ottobre 2017  |
| 3  | Monsters                      | Il mostro che è in noi                            | 5 novembre 2017  | 6 novembre 2017  |
| 4  | Some Guy                      | Uno qualunque                                     | 12 novembre 2017 | 13 novembre 2017 |
| 5  | The Big Scary U               | I peccati di Negan                                | 19 novembre 2017 | 20 novembre 2017 |
| 6  | The King, the Widow, and Rick | Il re, la vedova e Rick                           | 26 novembre 2017 | 27 novembre 2017 |
| 7  | Time for After                | La cosa giusta                                    | 3 dicembre 2017  | 4 dicembre 2017  |
| 8  | How It's Gotta Be             | È così che deve essere                            | 10 dicembre 2017 | 11 dicembre 2017 |
| 9  | Honor                         | Onore                                             | 25 febbraio 2018 | 26 febbraio 2018 |
| 10 | The Lost and the Plunderers   | Hai già perso                                     | 4 marzo 2018     | 5 marzo 2018     |
| 11 | Dead or Alive Or              | Morti o vivi o...                                 | 11 marzo 2018    | 12 marzo 2018    |
| 12 | The Key                       | La chiave                                         | 18 marzo 2018    | 19 marzo 2018    |
| 13 | Do Not Send Us Astray         | Fuori strada                                      | 25 marzo 2018    | 26 marzo 2018    |
| 14 | Still Gotta Mean Something    | La parola di un uomo                              | 1º aprile 2018   | 2 aprile 2018    |
| 15 | Worth                         | Il valore                                         | 8 aprile 2018    | 9 aprile 2018    |
| 16 | Wrath                         | Ira                                               | 15 aprile 2018   | 16 aprile 2018   |

## Possa la mia misericordia prevalere sulla mia ira
- Titolo originale: Mercy
- Diretto da: Greg Nicotero
- Scritto da: Scott M. Gimple

### Trama
I residenti di Alexandria, Hilltop e del Regno preparano un attacco al Santuario per uccidere Negan. Daryl contatta segretamente Dwight informandolo dei loro piani, mentre Carl, in cerca di carburante, incontra un giovane sopravvissuto che tuttavia viene scacciato da Rick prima che possa capire chi sia. Daryl e Morgan eliminano le vedette dei Salvatori con la lista fornita loro da Dwight, poi insieme a Carol e Tara attirano una mandria di vaganti verso il Santuario con un'esplosione. I Salvatori se ne accorgono e inviano una pattuglia per occuparsene; appena si allontanano, gli abitanti di Alexandria, Hilltop e del Regno eliminano le guardie esterne e arrivano davanti al Santuario, attirando fuori Negan che esce con i suoi luogotenenti: Simon, Gavin, Dwight, Regina e Eugene. Rick pone un ultimatum offrendo a questi ultimi salva la vita se si arrenderanno, poiché solo Negan deve morire. Quest'ultimo con il suo solito sangue freddo chiama fuori Gregory, che ordina agli abitanti di Hilltop di ritirarsi, tuttavia nessuno lo asseconda e Jesus ribatte che ora seguono Maggie. Intanto la pattuglia di Salvatori uscita finisce nella trappola esplosiva tesa per loro, così i vaganti sono liberi di continuare la loro marcia attirati da Daryl. Al Santuario nel frattempo inizia lo scontro a fuoco e Rick fa esplodere un camper sul cancello di ingresso. Quando i vaganti si riversano al Santuario, Rick e gli altri si ritirano lasciandoli invadere la roccaforte. L'ex sceriffo non riesce per poco a uccidere Negan quando padre Gabriel gli ricorda che devono allontanarsi subito. Quest'ultimo sta per fuggire quando nota Gregory che chiede aiuto: cerca di soccorrerlo ma finisce per farsi rubare la macchina e rimane indietro. Carl intanto torna dove aveva incontrato il sopravvissuto lasciandogli del cibo, ignorando che egli lo sta osservando. Rick e gli altri, nel frattempo, divisi in gruppi attaccano gli avamposti dei Salvatori. Gabriel intanto si rifugia in un container per sfuggire ai vaganti, trovandoci dentro Negan.
- Guest star: Jayson Warner Smith (Gavin), Jordan Woods-Robinson (Eric), Jason Douglas (Tobin), Cooper Andrews (Jerry), Kenric Green (Scott), Avi Nash (Siddiq).
- Altri interpreti: Dahlia Legault (Francine), Kerry Cahill (Dianne), Karen Ceesay (Bertie), Peter Zimmerman (Eduardo), Carlos Navarro (Alvaro), Daniel Newman (Daniel), Jeremy Palko (Andy), Brett Gentile (Freddie), Anthony Lopez (Oscar), Traci Dinwiddie (Regina), Craig Gellis (Rigido salvatore), Kinsley Isla Dillon (Judith Grimes a 6 anni), Mandi Christine Kerr (Barbara).
- Nota: L'episodio è dedicato alla memoria di John Bernecker e George A. Romero.
- Curiosità: Questo è il centesimo episodio della serie.
- Ascolti USA: telespettatori 11.439.000 – rating 18-49 anni 5,0%[3]

## Eppure sorrido
- Titolo originale: The Damned
- Diretto da: Rosemary Rodriguez
- Scritto da: Matthew Negrete e Channing Powell

### Trama
Continua l'attacco agli avamposti dei Salvatori: un gruppo guidato da Aaron attacca frontalmente uccidendo abbastanza Salvatori da farli trasformare in vaganti e occuparsi del resto. Tuttavia, durante l'attacco, Tobin viene ferito alla spalla ed Eric all'addome. Un gruppo guidato da Morgan, Tara e Jesus intanto penetra silenziosamente nella stazione radio che era stata in passato già attaccata dagli abitanti di Alexandria, dando inizio a uno scontro a fuoco. Tara e Jesus trovano un Salvatore che si arrende, così i due discutono su cosa farne. Nonostante poi il Salvatore cerchi di uccidere Jesus, quest'ultimo insiste nel non ucciderlo e si limita a stordirlo. I Salvatori intanto si ritirano verso l'uscita secondaria, ma trovano i loro aggressori ad aspettarli e sono costretti alla resa. Jesus insiste nel risparmiarli, mentre Tara e un Morgan incoerentemente incattivito vorrebbero ucciderli sul posto. Nel frattempo Ezekiel, Carol e altri del Regno inseguono una vedetta che li ha avvistati ed è fuggita. Riescono a raggiungere il fuggitivo che viene ucciso dalla tigre Shiva, ma scoprono che nel frattempo è riuscito ad avvertire la base che dovrebbero attaccare. Nonostante ora siano attesi Ezekiel esorta i suoi uomini ad avanzare ugualmente sicuro che vinceranno. Altrove Rick e Daryl si intrufolano in una base dei Salvatori per recuperare delle armi pesanti. I due si dividono e Rick viene attaccato a mani nude da un uomo, che riesce a uccidere dopo una colluttazione. L'ex sceriffo scopre che l'uomo stava però solo cercando di protegge la figlia neonata nella stanza accanto. Più avanti nota una foto con una donna che riconosce: mentre è distratto viene sorpreso da Morales, un uomo che faceva parte del suo gruppo ad Atlanta, che gli punta la pistola e lo avverte che ha già chiamato i Salvatori.
- Guest star: Callan McAuliffe (Alden), Jordan Woods-Robinson (Eric), Cooper Andrews (Jerry), Jason Douglas (Tobin), Kenric Green (Scott).
- Altri interpreti: Juan Pareja (Morales), Dahlia Legault (Francine), Kerry Cahill (Dianne), Daniel Newman (Daniel), Carlos Navarro (Alvaro), Peter Zimmerman (Eduardo), Jeremy Palko (Andy), Brett Gentile (Freddie), Anthony Lopez (Oscar), Joshua Mikel (Jared), Adam Fristoe (Dean), Lindsey Garrett (Mara), Lee Norris (Todd), Joshua Lamboy (Padre di Gracie).
- Ascolti USA: telespettatori 8.923.000 – rating 18-49 anni 4,0%[4]

## Il mostro che è in noi
- Titolo originale: Monsters
- Diretto da: Greg Nicotero
- Scritto da: Matthew Negrete e Channing Powell

### Trama
Il gruppo di Ezekiel tende una trappola al gruppo di Salvatori che avanzavano verso di loro e proseguono verso l'avamposto. Intanto, Morales racconta a Rick di avere perso la sua famiglia ed essersi unito ai Salvatori poiché non aveva più nulla. Rick racconta di tutti coloro che sono morti del gruppo di Atlanta e di come Negan abbia ucciso Glenn, ma Morales non pensa di essere nel torto. Daryl sopraggiunge subito dopo e lo uccide senza rimorsi, ma lui e Rick vengono raggiunti dai Salvatori richiamati dal cortile. Nel frattempo il gruppo con Tara, Jesus e Morgan conduce i prigionieri verso Hilltop mentre Jared, il Salvatore che aveva ucciso Benjamin, continua a prendersi gioco di Morgan. Quando quest'ultimo sta per ucciderlo, un gruppo di vaganti attacca il convoglio, permettendo ad alcuni Salvatori di tentare la fuga: Morgan li raggiunge per ucciderli, ma viene fermato da Jesus che cerca di riportarlo alla ragione. Morgan lo aggredisce e i due lottano finché il primo, calmatosi, decide di abbandonare il gruppo non approvando le loro scelte. Gregory intanto arriva a Hilltop e, dopo avere scongiurato Maggie, viene fatto entrare nonostante tutto. Poco dopo arriva anche il gruppo con Jesus che discute con Maggie cosa fare dei prigionieri: viene proposto di tenerli rinchiusi in alcune roulotte finché le cose non si calmano. Rick e Daryl riescono a eliminare i Salvatori, aiutati dal gruppo di Aaron; quest'ultimo torna a riprendere Eric dove lo aveva lasciato sanguinante, ma non lo trova e lo vede allontanarsi trasformato in vagante. Decide di farsi forza e torna verso Hilltop portando con sé Gracie, la figlia neonata del Salvatore ucciso da Rick. Quest'ultimo e Daryl scoprono dall'ultimo Salvatore sopravvissuto che le mitragliatrici Browning M2 che stanno cercando sono state spostate in un avamposto a ovest. Il gruppo di Ezekiel, intanto, mentre esulta per avere eliminato i Salvatori all'avamposto senza subire perdite, finisce sotto il fuoco di mitragliatrice da una torre.
- Guest star: Jordan Woods-Robinson (Eric), Callan McAuliffe (Alden), Juan Pareja (Morales), Cooper Andrews (Jerry), Jason Douglas (Tobin), Kenric Green (Scott).
- Altri interpreti: Daniel Newman (Daniel), Kerry Cahill (Dianne), Peter Zimmerman (Eduardo), Carlos Navarro (Alvaro), Anthony Lopez (Oscar), James Chen (Kal), Joshua Mikel (Jared), Lee Norris (Todd), Adam Fristoe (Dean), Katy O'Brian (Katy).
- Ascolti USA: telespettatori 8.519.000 – rating 18-49 anni 3,8%[5]

## Uno qualunque
- Titolo originale: Some Guy
- Diretto da: Dan Liu
- Scritto da: David Leslie Johnson

### Trama
Le mitragliatrici fanno strage di abitanti del Regno; Ezekiel, a cui hanno fatto da scudo umano, sopravvive ferito a una gamba e si trascina lontano dai suoi uomini che si rianimano come vaganti. Carol intanto, sfuggita alla strage, penetra nell'avamposto ed elimina gli uomini alle mitragliatrici, ma non riesce a portarle via perché braccata da altri Salvatori. Intanto Ezekiel viene soccorso da un sopravvissuto del Regno, che subito dopo però viene ucciso da un Salvatore che cattura il re e lo conduce verso l'avamposto, inseguito dai vaganti. Quando arrivano al cancello il Salvatore scopre che è bloccato da una catena, quindi non potendo portarsi dietro Ezekiel decide di ucciderlo. Il re viene salvato da Jerry che uccide il Salvatore, ma nemmeno lui riesce a rompere la catena e i due vengono accerchiati dai vaganti. Nel frattempo Carol segue i Salvatori che stanno portando via le mitragliatrici e con l'astuzia riesce a metterli con le spalle al muro. Prima che possa però eliminare gli ultimi due nota Ezekiel e Jerry al cancello e decide di andare in loro soccorso. I due Salvatori fuggono su un automezzo con le mitragliatrici, ma vengono intercettati da Rick e Daryl che li mandano fuori strada. Intanto Jerry, Carol ed Ezekiel scappano dai vaganti, rallentati da quest'ultimo che ripete di lasciarlo indietro. I tre vengono però salvati dalla tigre Shiva che, sacrificandosi, permette ai tre di tornare al Regno, dove gli abitanti capiscono subito il terribile esito dello scontro.
- Guest star: Cooper Andrews (Jerry), Daniel Newman (Daniel), Charles Halford (Yago), Whitmer Thomas (Gunther).
- Altri interpreti: Carlos Navarro (Alvaro), Macsen Lintz (Henry), Jason Burkey (Kevin), Nadine Marissa (Nabila), Keith Hudson (Rudy), Cuyle Carvin (Membro dei salvatori), Trey Butler (Joey).
- Ascolti USA: telespettatori 8.688.000 – rating 18-49 anni 3,9%[6]

## I peccati di Negan
- Titolo originale: The Big Scary U
- Diretto da: Michael E. Satrazemis
- Scritto da: David Leslie Johnson e Angela Kang (storia), Scott M. Gimple e David Leslie Johnson e Angela Kang (soggetto)

### Trama
In un flashback Gregory promette a Negan e ai suoi luogotenenti di portare Hilltop dalla parte dei Salvatori, quando Rick e gli altri arrivano e li attirano fuori sparando. Al presente Gabriel parla con Negan e si convince che sia destinato a essere lì per ascoltare la sua confessione e assolvere i suoi peccati. Approfittando di un suo momento di distrazione, Gabriel ruba la pistola a Negan e cerca di ucciderlo, ma egli lo convince a desistere, raccontandogli della sua prima moglie, pentendosi di averla tradita prima dell'epidemia e di non avere avuto il coraggio di sopprimerla quando divenne un vagante. I due si cospargono quindi di interiora di un vagante e cercano di oltrepassare la mandria per rifugiarsi nella base. Nel frattempo Rick e Daryl scoprono dal Salvatore morente che solo Ezekiel, Jerry e Carol sono sopravvissuti all'attacco all'avamposto; quando Daryl trova dell'esplosivo nel camion, vuole tornare al Santuario per farlo invadere del tutto dai vaganti, ma Rick glielo vieta perché non vuole uccidere i lavoratori e teme che si rivolteranno contro di loro. I due si azzuffano e Rick riesce a gettare l'esplosivo verso l'automezzo, facendolo esplodere; Rick decide poi di proseguire con il piano e si dirige dagli Scavarifiuti. Nel frattempo al Santuario i luogotenenti di Negan discutono sul da farsi e capiscono che c'è sicuramente una spia tra di loro; quando comincia a mancare l'elettricità e decidono di razionare cibo e acqua, i lavoratori si rivoltano pretendendo le sicurezze promesse. Un lavoratore estrae una pistola, ma viene freddato da Regina e l'ordine viene ristabilito con l'arrivo improvviso di Gabriel e Negan. Quest'ultimo si riunisce ai suoi luogotenenti che ribadiscono che c'è un traditore portando la borsa del lavoratore ribelle come prova: Eugene riconosce delle macchie di vernice viste nella stanza di Dwight, ma resta in silenzio. Più tardi fa visita alla cella di Gabriel per dargli il benvenuto, ma lo trova febbricitante e delirante.
- Guest star: Jayson Warner Smith (Gavin), Charles Halford (Yago), Jon Eyez (Potter).
- Altri interpreti: Lindsley Register (Laura), Elizabeth Ludlow (Arat), Mike Seal (Gary), Traci Dinwiddie (Regina), José Michael Vasquez (José), Brooke Jaye Taylor (Brooke).
- Ascolti USA: telespettatori 7.845.000 – rating 18-49 anni 3,4%[7]

## Il re, la vedova e Rick
- Titolo originale: The King, the Widow, and Rick
- Diretto da: John Polson
- Scritto da: Angela Kang e Corey Reed

### Trama
Rick, Carol e Maggie si aggiornano sugli ultimi eventi tramite lettere e si danno appuntamento al Santuario dopo due giorni per farla finita. Rick intanto arriva dagli Scavarifiuti e propone a Jadis di passare dalla loro parte dato che i Salvatori stanno per essere sconfitti, tuttavia la donna lo fa imprigionare in un container. A Hilltop nel frattempo Maggie medita cosa fare dei prigionieri e Gregory le dice che l'unica soluzione è ucciderli. Intanto nel bosco Carl ritrova il sopravvissuto della stazione di servizio, Siddiq, e dopo avergli fatto qualche domanda decide di portarlo con sé ad Alexandria. Nel frattempo a Hilltop Maggie fa costruire una prigione interna e vi fa rinchiudere i Salvatori e con loro Gregory, disprezzato per i continui e ignobili cambi di bandiera per salvarsi la pelle; Jesus la ringrazia, ma la ragazza gli fa presente che li useranno come merce di scambio o li dovranno uccidere. Michonne e Rosita intanto si dirigono al Santuario per vedere con i loro occhi quanto accaduto, quando scoprono per caso due Salvatori che discutono sull'usare un camion pieno di altoparlanti per allontanare i vaganti dal Santuario. Le due donne riescono a ucciderne uno, mentre l'altro viene fermato prima che possa fuggire dal provvidenziale arrivo di Daryl e Tara, diretti anch'essi al Santuario per porre fine subito alla minaccia dei Salvatori. I quattro di Alexandria arrivano in vista del Santuario pronti a farla finita, mentre a Hilltop Aaron ed Enid partono per tornare ad Alexandria. Intanto Carol fa visita a Ezekiel, depresso per quanto accaduto, e lo sprona a continuare a essere la guida della comunità.
- Guest star: Callan McAuliffe (Alden), Kenric Green (Scott), Cooper Andrews (Jerry), Avi Nash (Siddiq), Thomas Francis Murphy (Brion), Sabrina Gennarino (Tamiel).
- Altri interpreti: Kerry Cahill (Dianne), James Chen (Kal), Peter Zimmerman (Eduardo), Macsen Lintz (Henry), Nadine Marissa (Nabila), Joshua Mikel (Jared), Ciera L. Payton (Zia), Adam Cronan (Leo), Adam Fristoe (Dean).
- Ascolti USA: telespettatori 8.282.000 – rating 18-49 anni 3,6%[8]

## La cosa giusta
- Titolo originale: Time for After
- Diretto da: Larry Teng
- Scritto da: Matthew Negrete e Corey Reed

### Trama
Eugene va da Dwight e lo accusa di essere il traditore; egli ribatte che i Salvatori sono spacciati, ma Eugene decide di rimanere fedele a Negan pur promettendo che non dirà nulla a patto che Dwight non faccia più il doppio gioco. Tornando verso i suoi alloggi Eugene fa visita a padre Gabriel, febbricitante per delle infezioni causate dall'essersi cosparso di interiora, che lo esorta a fare la cosa giusta. Fuori dal santuario Morgan, di vedetta come cecchino, avvista e raggiunge il camion con Daryl, Tara, Michonne e Rosita. Quest'ultima decide di non partecipare e di attenersi al piano originale e anche Michonne poco dopo ci ripensa e rimane in disparte. Eugene intanto ha costruito un aliante artigianale con attaccato un piccolo altoparlante con l'intenzione di usarlo per allontanare i vaganti, ma viene colto alle spalle da Dwight che minaccia di ucciderlo se lo farà partire. Eugene, sicuro che Negan lo ucciderà se non farà nulla, prosegue nel suo piano pensando a un bluff di Dwight e infatti egli non lo uccide, ma spara all'aliante. Nello stesso momento Daryl, coperto da Tara, Morgan e i cecchini, fa schiantare il camion all'ingresso principale consentendo ai vaganti di invadere l'interno del Santuario. Eugene osserva inorridito il caos che ne segue e corre da Gabriel furibondo dicendo che continuerà a stare dalla parte dei Salvatori e farà qualsiasi cosa per salvare sé stesso; più tardi fa rapporto a Negan dicendo che fabbricherà delle munizioni per sbarazzarsi dei vaganti e, in procinto di rivelare il nome del traditore, Dwight e gli altri luogotenenti entrano nella stanza dicendo che il piano inferiore è invaso, ma hanno il controllo di quello superiore. Eugene tace non rivelando che Dwight è il traditore. Rick nel frattempo viene fatto uscire dal container e due Scavarifiuti cercano di farlo mordere da un vagante, ma l'ex sceriffo riesce a ribaltare la situazione e a sottomettere anche Jadis, intimandole di allearsi a loro o saranno distrutti. La donna finalmente accetta l'alleanza e i termini di Rick, poi con lui e un gruppo di uomini si dirige al Santuario. Rick trova uno dei cecchini morto e usando la sua radio, nessuno risponde; utilizzando il mirino del suo fucile guarda l'ingresso del Santuario, trovando il cortile vuoto.
- Guest star: Thomas Francis Murphy (Brion), Sabrina Gennarino (Tamiel).
- Altri interpreti: R. Keith Harris (Dr. Harlan Carson), Lindsley Register (Laura), Chloe Aktas (Tanya), Griffin Freeman (Mark), Traci Dinwiddie (Regina).
- Ascolti USA: telespettatori 7.468.000 – rating 18-49 anni 3,3%[9]

## È così che deve essere
- Titolo originale: How It's Gotta Be
- Diretto da: Michael E. Satrazemis
- Scritto da: David Leslie Johnson e Angela Kang

### Trama
Rick e gli Scavarifiuti si avvicinano al santuario, ricevendo il fuoco nemico. Mentre questi ultimi fuggono Rick viene soccorso da Carol e Jerry che gli confermano che i Salvatori hanno rotto l'assedio dei vaganti e si dividono per diramare l'allarme. Enid e Aaron intanto decidono di dirigersi a Oceanside: accampati per la notte, vengono attaccati ed Enid per difendersi spara e uccide Natania, venendo poi circondati dal resto dei combattenti di Oceanside. Intanto, un gruppo di Salvatori comandati da Gavin invade e occupa il Regno ordinando ai cittadini di consegnare Ezekiel perché sia ucciso come esempio. Negan nel frattempo si presenta ai cancelli di Alexandria con un altro gruppo chiedendo la resa della comunità: Carl elabora un piano per fingere una fuga dal retro e si presenta al cancello offrendosi come sacrificio per risparmiare il resto dei cittadini. Nel frattempo un terzo gruppo di Salvatori comandati da Simon cattura Jerry e tende un'imboscata al convoglio di Hilltop sequestrando le loro armi; Simon uccide poi una persona a caso come punizione e costringe Maggie e il resto degli abitanti a tornare a Hilltop dicendo che da quel momento in poi dovranno lavorare per loro. Ad Alexandria intanto Daryl, Rosita, Tara e Michonne escono con alcuni furgoni dal retro fermandosi poco più avanti e tendendo un'imboscata ai Salvatori. Dwight, che ne è al comando, conduce i suoi uomini nella trappola e poi li uccide a tradimento, ma uno di loro riesce a fuggire. Dwight si riunisce quindi a Daryl e gli altri non potendo più tornare al Santuario, ma sicuro che potrà ancora aiutarli nella lotta contro Negan. Nel frattempo al Santuario Eugene sveglia il dottor Carson e Gabriel confessando che non riesce a dormire per quanto ha fatto e dando loro modo di fuggire a Hilltop indisturbati. Al Regno intanto Ezekiel crea un diversivo e si lascia catturare per permettere la fuga ai suoi cittadini, affidandoli a Carol che nel frattempo era arrivata ad aiutarlo. Maggie torna con i suoi a Hilltop e uccide un Salvatore, mettendolo in una bara e scrivendo sopra che hanno altri 38 prigionieri, volendo farla trovare ai Salvatori per chiedere la loro resa. Rick torna ad Alexandria trovandola devastata e Negan ad aspettarlo in casa: i due lottano e alla fine Rick fugge, ricongiungendosi a Michonne che lo conduce nelle fogne dove si sono nascosti tutti gli abitanti di Alexandria, compresi Daryl, Rosita, Tara e Dwight. Qui, dopo avere notato la presenza di Siddiq, trova anche Carl che mostra al padre di essere stato morso al fianco da un vagante.
- Guest star: Callan McAuliffe (Alden), Deborah May (Natania), Jayson Warner Smith (Gavin), Cooper Andrews (Jerry), Sydney Park (Cyndie), Jason Douglas (Tobin), Kenric Green (Scott), Avi Nash (Siddiq), Thomas Francis Murphy (Brion), Sabrina Gennarino (Tamiel).
- Altri interpreti: Kerry Cahill (Dianne), Lindsley Register (Laura), R. Keith Harris (Dr. Harlan Carson), Joshua Mikel (Jared), Briana Venskus (Beatrice), Nicole Barre (Kathy), James Chen (Kal), Peter Zimmerman (Eduardo), Mike Seal (Gary), Nadine Marissa (Nabila), Adam Fristoe (Dean), Mandi Christine Kerr (Barbara), Ted Huckabee (Bruce), Aaron Farb (Norris), Matt Mangum (D.J.), Alan Heckner (Membro dei salvatori), Karl Funk (Neil).
- Nota: l'episodio ha una durata di 64 minuti, ventidue in più rispetto a un episodio regolare.
- Ascolti USA: telespettatori 7.885.000 – rating 18-49 anni 3,4%[10]

## Onore
- Titolo originale: Honor
- Diretto da: Greg Nicotero
- Scritto da: Matthew Negrete e Channing Powell

### Trama
In un flashback Morgan e le altre vedette assistono impotenti al piano di Eugene che crea un passaggio rompendo l'assedio dei vaganti e attirandoli lontano con degli altoparlanti. Al presente, Morgan e Carol si intrufolano nel Regno, occupato dai Salvatori, nel tentativo di salvare Ezekiel. I due uccidono silenziosamente vari Salvatori separati dagli altri e, quando Gavin se ne accorge barricandosi nel teatro con i suoi uomini, li attaccano uccidendoli tutti. Gavin tenta la fuga, ma viene inseguito da Morgan: Carol ed Ezekiel cercano di convincerlo a risparmiare Gavin, ma egli viene ucciso da Henry che aveva seguito Carol per vendicare il fratello Benjamin. Intanto ad Alexandria Dwight convince gli altri di attendere nelle fogne finché i Salvatori non si allontanano. Dopo che ciò avviene il gruppo saluta Carl e si dirige a Hilltop, ma Rick e Michonne rimangono con il ragazzo. Nei suoi ultimi minuti Carl chiede al padre di tornare l'uomo di un tempo, cercando la pace e la convivenza come fu per gli abitanti di Woodbury e Rick glielo promette. Carl si spara per porre fine alle sue sofferenze e viene seppellito da Rick e Michonne mentre sorge l'alba. L'episodio si conclude con Rick ferito seduto ai piedi di un albero con le vetrate colorate.
- Guest star: Jayson Warner Smith (Gavin), Cooper Andrews (Jerry), Avi Nash (Siddiq), Jason Douglas (Tobin), Kenric Green (Scott).
- Altri interpreti: Macsen Lintz (Henry), Nadine Marissa (Nabila), Mandi Christine Kerr (Barbara), Kinsley Isla Dillon (Judith Grimes a 6 anni), Ted Huckabee (Bruce).
- Nota: L'episodio ha una durata di 56 minuti, 14 minuti in più rispetto a un episodio regolare.
- Ascolti USA: telespettatori 8.282.000 – rating 18-49 anni 3,6%[11]

## Hai già perso
- Titolo originale: The Lost and the Plunderers
- Diretto da: David Boyd
- Scritto da: Angela Kang, Channing Powell e Corey Reed

### Trama
Rick e Michonne recuperano le loro cose e lasciano Alexandria ormai invasa dai vaganti e si dirigono dagli Scavarifiuti; appena arrivati però un crollo di rifiuti sbarra loro la via di fuga e vengono circondati dai vaganti. Al Santuario Simon fa rapporto a Negan sulla situazione di Hilltop, poi gli viene ordinato di andare dagli Scavarifiuti per costringerli a rispettare il patto, uccidendone uno per punizione. Simon contesta la richiesta di Negan perché pensa che non impareranno la lezione e, mentre discutono, viene loro portata la bara contenente Dean e il messaggio da Hilltop; Simon è furibondo, ma Negan gli impone di seguire le sue istruzioni. Nel frattempo Enid e Aaron vengono catturati dalle donne di Oceanside e portati a casa di Cyndie per decidere il loro destino. Enid dichiara che è stata costretta a uccidere Natania e Cyndie decide di lasciarli andare, ma rifiuta di combattere con loro, scacciandoli. Una volta fuori Aaron dice a Enid di tornare da Maggie, ma lui rimarrà nei paraggi per cercare di convincerne almeno alcune a unirsi alla causa. Intanto Simon e i suoi uomini raggiungono gli Scavarifiuti esigendo le loro armi e scuse: Jadis acconsente, ma Simon la provoca a oltranza, lei reagisce e il capo dei Salvatori ordina di uccidere tutti. Più tardi, quando Rick e Michonne giungono alla discarica, vengono così circondati dagli abitanti trasformati in vaganti. I due trovano Jadis, rimasta sola e disperata, che racconta loro che sono stati i Salvatori. Rick la incolpa dell'accaduto e rifiuta di portarla con sé, fuggendo con Michonne utilizzando delle lamiere come scudo. Jadis, nuovamente sola, attira i vaganti in un tritarifiuti e si sdraia sconsolata. Rick nel frattempo chiama Negan alla radio dicendogli che Carl è morto e ha scritto una lettera a entrambi dove chiede loro di deporre le armi e vivere in pace, ma non pensa sia possibile. Negan, sinceramente dispiaciuto, chiede come sia morto e incolpa Rick di essere la causa della morte del figlio: essendo impegnato nella guerra non era infatti presente per impedirgli di fare sciocchezze. Per questo, secondo Negan, Rick ha già perso.
- Guest star: Sydney Park (Cyndie), Thomas Francis Murphy (Brion), Sabrina Gennarino (Tamiel).
- Altri interpreti: Briana Venskus (Beatrice), Nicole Barre (Kathy), Mimi Kirkland (Rachel Ward), Mike Seal (Gary), Adam Fristoe (Dean), Aaron Farb (Norris), Matt Mangum (D.J.).
- Ascolti USA: telespettatori 6.820.000 – rating 18-49 anni 2,9%[12]

## Morti o vivi o...
- Titolo originale: Dead or Alive Or
- Diretto da: Michael E. Satrazemis
- Scritto da: Eddie Guzelian

### Trama
Il gruppo di Alexandria prosegue il viaggio verso Hilltop con Tara che mostra insofferenza verso Dwight. Quest'ultimo suggerisce di passare nelle paludi che non sono controllate dai Salvatori e, mentre si separano per aprire la strada ai civili, Tara cerca di uccidere Dwight. Prima che possa farlo avvistano un gruppo di Salvatori sulle loro tracce e, mentre Tara si nasconde, Dwight esce allo scoperto scoprendo che l'unico testimone del suo tradimento è scomparso, quindi si riunisce ai Salvatori continuando a fingere la sua lealtà. Nel frattempo il dottor Carson e Gabriel si perdono nel bosco e l'infezione del prete comincia a compromettergli la vista. Mentre quest'ultimo continua a sostenere di avere fede in Dio, trovano un rifugio con antibiotici, chiavi di un'auto e una mappa. Intanto Negan ordina a Eugene di lavorare per costruire munizioni e lo interroga sulla fuga di Carson e Gabriel. Questi ultimi nel frattempo vengono catturati dai Salvatori appena entrati nell'auto. Carson, cercando di ribellarsi, viene ucciso davanti a Gabriel. Intanto a Hilltop arrivano gli abitanti del Regno e Alexandria, compresi Rick e Michonne; Maggie ordina di razionare le provviste e concede ai Salvatori prigionieri di uscire a coppie sotto sorveglianza per lavorare nella comunità. Negan nel frattempo conduce Gabriel da Eugene, dicendo che è fuggito per un'idea di Carson e lo mette al lavoro nella fabbrica. Quando Negan chiede a Eugene di affrettarsi con i proiettili, egli propone di utilizzare i corpi dei vaganti come arma batteriologica.
- Guest star: Callan McAuliffe (Alden), Cooper Andrews (Jerry), Avi Nash (Siddiq), Jason Douglas (Tobin), Kenric Green (Scott), Joshua Mikel (Jared), R. Keith Harris (Dr. Harlan Carson), Jon Eyez (Potter).
- Altri interpreti: Kerry Cahill (Dianne), Macsen Lintz (Henry), Nadine Marissa (Nabila), James Chen (Kal), Peter Zimmerman (Eduardo), Karen Ceesay (Bertie), Anthony Lopez (Oscar), Jason Burkey (Kevin), Mandi Christine Kerr (Barbara), Ted Huckabee (Bruce), Elyse Nicole DuFour (Frankie), José Michael Vasquez (José), Scott Deckert (John), Dan Johnson (Derek), Courtney Patterson (Mel).
- Ascolti USA: telespettatori 6.604.000 – rating 18-49 anni 2,8%[13]

## La chiave
- Titolo originale: The Key
- Diretto da: Greg Nicotero
- Scritto da: Corey Reed e Channing Powell

### Trama
Negan e i Salvatori si dirigono a Hilltop con l'intenzione di costringere le comunità alla resa. Durante il viaggio Simon critica la debolezza di Negan e cerca di ottenere l'appoggio di Dwight. Rick, che è di vedetta sulla strada, avvista Negan che viaggia da solo nell'ultima macchina del convoglio e lo sperona con la sua auto mandandolo fuori strada poco distante. Simon vede e lascia fare. Poi ordina ai Salvatori di aspettarlo e va con il solo Dwight alla ricerca di Negan, ma evidentemente non ha nessuna intenzione di aiutarlo, anzi spera possa morire per poterlo sostituire al comando. Negan si rifugia in un edificio braccato da Rick. Intanto a Hilltop ricevono una misteriosa richiesta di un incontro per scambiare vinili per una fantomatica chiave: Maggie, Rosita, Michonne e Enid si presentano dove indicato conoscendo Georgie e le sorelle gemelle Hilda e Midge che propongo di fornire informazioni in cambio dei dischi richiesti. Maggie tuttavia le fa portare a Hilltop ed è tentata di requisire le loro scorte di cibo, ma infine, convinta da Michonne, accetta l'accordo: Georgie le consegna dei progetti per strutture utili alla comunità e dona parte delle sue provviste, dicendo che tornerà per vedere il risultato che raggiungeranno. Nel frattempo Simon propone a Dwight di abbandonare Negan sostenendo che egli faccia solo i suoi interessi e Dwight apparentemente accetta. Negan intanto offre a Rick un nuovo accordo che quest'ultimo rifiuta ricordando cosa è successo agli Scavarifiuti; Negan intuisce così quanto fatto da Simon e, dopo una colluttazione, riesce a sfuggire a Rick. Simon torna dai Salvatori dicendo che non ha trovato nessuno e arringandoli per eliminare una volta per tutte la minaccia di Hilltop. Dwight capisce che Simon vuole essere ben più spietato di Negan. Negan, nel frattempo, è stato catturato da Jadis.
- Guest star: Jayne Atkinson (Georgie), Cooper Andrews (Jerry).
- Altri interpreti: Elizabeth Ludlow (Arat), Mike Seal (Gary), Mandi Christine Kerr (Barbara), Kim Ormiston (Hilda), Misty Ormiston (Midge).
- Ascolti USA: telespettatori 6.663.000 – rating 18-49 anni 2,8%[14]

## Fuori strada
- Titolo originale: Do Not Send Us Astray
- Diretto da: Jeffrey J. January
- Scritto da: Angela Kang e Matthew Negrete

### Trama
Alla sera Simon e i Salvatori giungono a Hilltop: Maggie li contatta via radio chiedendo di Negan e intimando di ritirarsi o uccideranno i prigionieri. Simon dice che non gli importa nulla di loro poiché hanno fallito e ordina l'attacco, ma Daryl arriva dalla boscaglia in moto facendo fuoco su di loro e fiondandosi dentro le mura. Simon ordina di attaccare approfittando del cancello aperto, finendo però nella trappola di Maggie. Dopo un violento scontro Simon e i salvatori si ritirano, ma diverse persone rimangono uccise o ferite come Tobin e Tara. Al mattino, quest'ultima e Daryl discutono di Dwight che l'ha ferita, ma la donna è convinta che in realtà le ha salvato la vita evitando che la uccidesse Simon. La notte successiva Tobin e gli altri feriti muoiono e si risvegliano come vaganti, scatenando il caos nella Barrington House; intanto Henry ruba un fucile d'assalto ed entra nel recinto dei salvatori minacciando di ucciderli finché qualcuno non dirà chi ha ucciso suo fratello. Distratto dalla confusione alla Barrington House, Henry viene sopraffatto da Jared che fugge con il fucile e con altri Salvatori. Nel frattempo la situazione viene ristabilita anche grazie a Alden e ad altri Salvatori prigionieri che si sono rifiutati di scappare; egli sostiene infatti che non vuole più combattere per i Salvatori che li avrebbero lasciati morire. Rick e il gruppo ipotizzano che le armi dei Salvatori fossero infette, per questo motivo i feriti si sono trasformati o ammalati; tutti sono preoccupati per Tara, ma la donna confida nel fatto che Dwight è dalla loro parte e non l'ha infettata. Intanto Henry è sparito così Carol, Ezekiel e Morgan lo cercano, ma quest'ultimo continua ad avere allucinazioni di Gavin.
- Guest star: Callan McAuliffe (Alden), Avi Nash (Siddiq), Jayson Warner Smith (Gavin), Cooper Andrews (Jerry), Jason Douglas (Tobin), Kenric Greene (Scott), Joshua Mikel (Jared), Elizabeth Ludlow (Arat).
- Altri interpreti: Kerry Cahill (Dianne), Macsen Lintz (Henry), James Chen (Kal), Peter Zimmerman (Eduardo), Ted Huckabee (Bruce), Karen Ceesay (Bertie), Mike Seal (Gary), Anthony Lopez (Oscar), Jason Burkey (Kevin), Ilan Srulovicz (Wesley), Dan Johnson (Derek), Katy O'Brian (Katy), Peggy Sheffield (Dana), Nick Arapoglou (Kurt).
- Ascolti USA: telespettatori 6.774.000 – rating 18-49 anni 3,0%[15]

## La parola di un uomo
- Titolo originale: Still Gotta Mean Something
- Diretto da: Michael E. Satrazemis
- Scritto da: Eddie Guzelian

### Trama
Michonne esorta Rick a leggere la lettera scrittagli da Carl, ma lui decide di andare a caccia dei Salvatori fuggiti, così come Carol e Morgan. Alla discarica Jadis si prepara a bruciare la mazza di Negan, con quest'ultimo che la implora di non farlo spiegando che non ha dato l'ordine di uccidere gli Scavarifiuti e che la mazza porta il nome di sua moglie perché come lei lo ha aiutato a sopravvivere. Jadis lo ignora, ma Negan riesce a prendere un bengala e minaccia di bruciare alcune foto care alla donna. Jadis riesce a fermarlo, ma il razzo finisce in una pozzanghera spegnendosi e lei si dispera perché senza di esso non riesce a segnalare la sua presenza a un elicottero che arriva in quel momento. Nel bosco intanto Carol e Morgan incontrano un vagante con il bastone di Henry conficcato nel corpo e la donna decide di dirigersi alla ricerca del ragazzo seguendo a ritroso le orme del vagante. Morgan invece si imbatte in Rick, ma i due vengono catturati dai Salvatori fuggiti; il gruppo discute su cosa fare dei loro feriti, quando Rick propone loro di liberarli e tornare a Hilltop, dove potranno unirsi alla comunità. Jared si oppone e l'accesa discussione attira un gruppo di vaganti: i Salvatori liberano Rick e Morgan fidandosi di loro, ma i due li attaccano a tradimento uccidendoli insieme ai vaganti. Anche Jared, dopo avere tentato la fuga, viene gettato in pasto ai vaganti da Morgan. Nel frattempo Carol ritrova Henry e lo salva dai vaganti, riportandolo a Hilltop dove ritrova anche Rick e Morgan, che dice al ragazzo che ha ucciso l'uomo che aveva ucciso suo fratello Benjamin. Intanto Jadis lascia andare Negan che tornando incontra qualcuno che riporta al santuario, dove dice alle guardie di non rivelare a nessuno che è tornato. Nel frattempo Rick inizia a leggere la lettera di Carl.
- Guest star: Callan McAuliffe (Alden), Joshua Mikel (Jared), Cooper Andrews (Jerry), Lane Miller (Reilly).
- Altri interpreti: Kerry Cahill (Dianne), Macsen Lintz (Henry), Nadine Marissa (Nabila), Mike Seal (Gary), James Chen (Kal), Matt Mangum (D.J.), Mark Ashworth (Evan), Traci Dinwiddie (Regina).
- Nota: l'episodio ha una durata di 50 minuti, 8 minuti in più rispetto a un episodio regolare.
- Ascolti USA: telespettatori 6.295.000 – rating 18-49 anni 2,6%[16]

## Il valore
- Titolo originale: Worth
- Diretto da: Michael Slovis
- Scritto da: David Leslie Johnson e Corey Reed

### Trama
Gregory torna al Santuario chiedendo a Simon di lavorare per lui una volta scoperto che ha preso il posto di Negan. Quest'ultimo intanto avvicina Dwight nel cortile chiedendogli di confermare la sua lealtà. Più tardi egli riunisce Simon, Dwight e gli altri luogotenenti, minacciando il primo per non avere eseguito i suoi ordini. Simon accetta il verdetto, ma Negan decide di perdonarlo. Nel frattempo Daryl e Rosita rapiscono Eugene dalla fabbrica di proiettili, dicendogli che lo risparmieranno solo per usare le sue conoscenze; approfittando dell'attacco di un gruppo di vaganti, Eugene riesce però a fuggire e a tornare alla fabbrica. Intanto a Oceanside Aaron, stremato dalla scarsità di cibo e acqua, lotta per difendersi dai vaganti; viene infine trovato dalle donne della comunità, a cui dice che la colpa di quanto successo è dei Salvatori che le hanno trasformate in persone spietate. Al Santuario Simon propone a Dwight di uccidere Negan per prendere il comando insieme ad altri che la pensano come loro. Dwight sembra accettare, ma avverte Negan che fa uccidere i rivoltosi quando si radunano, lasciando in piedi solo Simon, che sfida a duello per il comando. Mentre i due si affrontano in un brutale combattimento a mani nude, Dwight fa fuggire Gregory dandogli una copia dei piani dei Salvatori da portare a Hilltop. Negan uccide infine Simon e più tardi ringrazia Dwight promuovendolo a suo braccio destro; subito dopo però gli fa incontrare Laura, la Salvatrice sfuggita al tradimento di Dwight, che aveva trovato per strada la notte precedente. Sapendo che fosse un traditore, l'ha usato per consegnare falsi piani di battaglia a Hilltop per attirarli in una trappola. Mentre Negan osserva Simon, trasformato in vagante e legato al recinto, viene contattato via radio da Michonne che gli legge la lettera che Carl aveva scritto per lui in cui lo esorta a cercare la pace con suo padre. Sebbene commosso Negan risponde che, per colpa di Rick, ora vuole sterminare tutti gli abitanti di Hilltop.
- Guest star: Avi Nash (Siddiq), Cooper Andrews (Jerry), Sydney Park (Cyndie), Elizabeth Ludlow (Arat), Jon Eyez (Potter).
- Altri interpreti: Briana Venskus (Beatrice), Nicole Barré (Kathy), Mimi Kirkland (Rachel Ward), James Chen (Kal), Peter Zimmerman (Eduardo), Lindsley Register (Laura), Mike Seal (Gary), Traci Dinwiddie (Regina), Chloe Aktas (Tanya), Elyse DuFour (Frankie), Aaron Farb (Norris), Matt Mangum (D.J.), Brooke Jaye Taylor (Brooke), Gina Stewart (Gina), José Michael Vasquez (José), Scott Deckert (John).
- Nota: L'episodio ha una durata di 52 minuti, 10 minuti in più rispetto a un episodio regolare.
- Ascolti USA: telespettatori 6.665.000 – rating 18-49 anni 2,8%[17]

## Ira
- Titolo originale: Wrath
- Diretto da: Greg Nicotero
- Scritto da: Scott M. Gimple, Angela Kang e Matthew Negrete

### Trama
Rick e gli altri assaltano il posto di blocco riportato sulla mappa dei Salvatori, ignari dei reali piani di Negan. Quest'ultimo infatti fa trovare un'altra mappa sui corpi degli uomini che ha cinicamente sacrificato (anche perché sospetti di aver sostenuto Simon) che conduce Rick e gli altri in una radura sovrastata da una collina dove Negan lo aspetta con il suo esercito. Qui rivela che Dwight è stato usato per farli cadere in trappola. I Salvatori fanno fuoco su Rick e gli altri, ma i loro proiettili esplodono uccidendoli e ferendoli e rendendo inservibili le loro armi da fuoco. Nel frattempo un altro gruppo di Salvatori attacca Hilltop: Tara fa fuggire gli abitanti nella boscaglia e rimane indietro con Alden e gli altri ex Salvatori per coprire la ritirata; improvvisamente però i Salvatori vengono colpiti dalle bombe Molotov di Aaron e delle donne di Oceanside. Intanto le sorti della battaglia nella radura si sono capovolte e i Salvatori vengono facilmente sconfitti e si arrendono. Negan cerca di fuggire inseguito da Rick e i due lottano nuovamente. Prima di soccombere, Rick dice all'avversario di volere ancora la pace per onorare Carl; approfittando di un momento di esitazione di Negan, Rick lo colpisce alla gola, ma decide di non ucciderlo nonostante le proteste di Maggie, la quale gli ricorda che Glenn è morto a causa sua. Rick si rivolge quindi a tutti i presenti promettendo la pace ai Salvatori per creare un nuovo mondo e sopravvivere ai vaganti, avvertendoli che verrà punito chi la minaccerà. A guerra conclusa ognuno torna alle proprie comunità: Rosita perdona Eugene che li ha aiutati creando proiettili difettosi per i Salvatori, Alden decide di rimanere a Hilltop per aiutare a costruire la comunità, Morgan invita Jadis, in realtà chiamata Anne, a unirsi agli altri ad Alexandria mentre lui resterà alla discarica poiché ha bisogno di tempo per restare solo. Daryl lascia un automezzo a Dwight minacciando di ucciderlo se si farà rivedere, ma spronandolo a cercare Sherry; egli torna alla sua vecchia casa dove trova inaspettatamente un messaggio della moglie. Intanto a Hilltop Maggie, Jesus e Daryl, contrari alla decisione di Rick, aspettano il momento buono per opporsi. Negan nel frattempo si risveglia in infermeria ad Alexandria, dove Rick e Michonne gli dicono che rimarrà in cella a vita per testimoniare e vedere che si sbagliava e che si può vivere in pace.
- Guest star: Callan McAuliffe (Alden), Avi Nash (Siddiq), Cooper Andrews (Jerry), Sydney Park (Cyndie), Kenric Greene (Scott), Joshua Mikel (Jared).
- Altri interpreti: Kerry Cahill (Dianne), Lindsley Register (Laura), Macsen Lintz (Henry), Karen Ceesay (Bertie), James Chen (Kal), Nadine Marissa (Nabila), Peter Zimmerman (Eduardo), Anthony Lopez (Oscar), Mandi Christine Kerr (Barbara), Nicole Barré (Kathy), Mimi Kirkland (Rachel Ward), Elyse DuFour (Frankie), Chloe Aktas (Tanya), Autumn Dial (Amber), Traci Dinwiddie (Regina), Aaron Farb (Norris), Matt Mangum (D.J.), Colin Dennard (Lance), Stephen Shelton (Duke).
- Ascolti USA: telespettatori 7.916.000 – rating 18-49 anni 3,4%[18]